# Johann Lorenz Fleischer
Johann Lorenz Fleischer (ur. 12 marca 1689 in Bayreuth, zm. 13 maja 1749 we Frankfurcie nad Odrą) – niemiecki prawnik, wykładowca i rektor Uniwersytetu Viadrina we Frankfurcie nad Odrą.

## Życiorys
Od 1707 studiował prawo w Halle, w 1711 uzyskał promocję na doktora nauk prawnych. Do jego nauczycieli należał m.in. Christian Thomasius. Od 1717 profesor nadzwyczajny, zaś od 1723 profesor zwyczajny.
W 1733 objął profesurę na Uniwersytecie we Frankfurcie nad Odrą po Johannie Gottliebie Heinecciusie. W 1744 powierzono mu obowiązki rektora Viadriny. 6 lat później zmarł w wieku 60 lat.

## Dzieła (wybór)
- Institutiones juris naturae et gentium, Halle 1722 (2. Aufl. 1730, 3. Aufl. 1745).
- Einleitung Zum Geistlichen Rechte, wie selbiges, aus dem Recht der Natur, Grundsätzen der Heiligen Schrifft, Kirchen-Historie, Jure Canonico, Instrumento Pacis und Protestirender Staaten Kirchen-Ordnungen, kann vorgestellt werden, Halle 1724 (2. Aufl. 1729, 3. Aufl. 1750)
- Institutiones iuris feudalis, Halle 1730.
- De iuribus et iudice competente legatorum, vom Recht und eigentlichem Richter der Abgesandten, dissertatio iuris gentium et publici universalis, Halle 1745.
- De quaestione an princips et factis sui tutoris possit obligari?, Halle 1748.